# Tiago Chulapa
Tiago Oliveira de Souza (Curitiba, 5 de fevereiro de 1988), conhecido como Tiago Chulapa, é um futebolista brasileiro que atua como atacante.

## Carreira no clube

### Carreira jovem
Nascido e criado em Curitiba, Brasil, Tiago iniciou sua carreira como jogador de futebol em 2001 no Paraná Clube. Em 2001, ele se mudou para o melhor clube brasileiro, o São Paulo F.C.. Em 2002, ele retornou ao Paraná Clube, onde jogou até os 19 anos.

### Início de carreira
Tiago iniciou sua carreira profissional no Brasil com o clube matriz, sediado em sua cidade natal, Curitiba, Paraná Clube em 2007. Em seu período de um ano no clube de Curtiba, ele os ajudou a conquistar o segundo lugar no Campeonato Paranaense. Em 2008, mudou-se para Rio Claro, São Paulo, onde assinou contrato de um ano com o Rio Claro Futebol Clube. Ele então se mudou para o Pato Branco Esporte Clube, em Pato Branco, em 2009, onde os ajudou a vencer o Terceiro Nível do Campeonato Paranaense em 2009. No mesmo ano, ele se mudou para o Clube Atlético Juventus, com sede em Mooca. Em 2010, ele se mudou para o Serrano Football Club, com sede em Petrópolis.

### Guaçuano
Sua próxima mudança foi em 2011 para o Clube Atlético Guaçuano. Ele estreou no clube de Mogi Guaçu em 29 de janeiro de 2012 em uma vitória por 2–0 em uma partida do Campeonato Paulista Série A3 contra o Marília Atlético Clube e marcou seu primeiro gol em 5 de fevereiro de 2012 em um empate em 2–2. contra o Esporte Clube São Bento. Ele marcou 6 gols em 21 jogos pelo clube de Mogi Guaçu no Campeonato Paulista Série A3 de 2012.

### Oeste
Em 2012, mudou-se para Itápolis, onde assinou contrato de um ano com o Oeste Futebol Clube. Ele estreou e marcou seu primeiro gol pelo clube de Itápolis em 30 de junho de 2012, com uma derrota por 4–1 em uma partida do Campeonato Brasileiro Série C contra o Vila Nova Futebol Clube ajudando-os a vencer o Campeonato Brasileiro Série C de 2012. Ele marcou 1 gol em suas 3 aparições no Campeonato Brasileiro Série C 2012.

### Bragantino
Na mesma temporada, mudou-se para o Clube Atlético Bragantino, sediado em Bragança Paulista. Ele estreou no clube de Bragança Paulista em 19 de setembro de 2012 em uma vitória por 2–0 em uma partida do Campeonato Brasileiro Série B sobre o América Futebol Clube (MG) e marcou seu primeiro gol em 29 de setembro de 2012 em uma vitória de 2–1 sobre o Clube Atlético Paranaense. Ele marcou um gol em suas três partidas pelo Bragança Paulista no Campeonato Brasileiro Série B de 2012.

### Treze
Em 2013, ele se mudou para o Treze Futebol Clube, sediado na Paraíba. Ele estreou no clube com sede na Paraíba em 18 de agosto de 2013, vencendo por 2–0 o Cuiabá Esporte Clube e marcou seu primeiro gol em 26 de agosto de 2013, com uma derrota por 4–2 contra o Sampaio Corrêa Futebol Clube. Ele marcou 3 gols em suas 12 partidas pelo clube sediado na Paraíba no Campeonato Brasileiro Série C de 2013.

### Sorocaba
Ele então se mudou para Sorocaba em 2014, onde assinou um contrato de um ano com o Clube Atlético Sorocaba. Ele estreou no clube sediado em Sorocaba em 19 de janeiro de 2014, com uma derrota por 1–0 contra um de seus antigos clubes, o Rio Claro Futebol Clube. Ele fez quatro aparições no clube de Sorocaba no Campeonato Paulista de 2014.

### Cuiabá
No mesmo ano, assinou contrato de curto prazo com o Cuiabá Esporte Clube, com sede em Cuiabá. Ele estreou e marcou seu primeiro gol pelo clube de Cuiabá em 28 de abril de 2014, em uma vitória por 3–1 sobre o Clube Recreativo e Atlético Catalano. Ele também fez duas aparições nas quartas-de-final da Copa Verde de 2014, uma em uma derrota por 1–0 contra o Brasília FC na perna visitante e outra em um empate 0-0 na partida de volta contra o mesmo clube. Ele também fez duas aparições na Primeira Rodada da Copa do Brasil de 2014, uma no empate em 0-0 contra o Barbalha Futebol Clube na perna visitante e outra na qual ele também marcou um gol na vitória por 2–0. o mesmo clube na perna de retorno. O clube não conseguiu progredir além da Segunda Rodada após a derrota por 5–2 no total do melhor clube brasileiro, o Sport Club Internacional . Ele também os ajudou a vencer o Campeonato Mato-Grossense em 2014. Ele marcou 2 gols em suas 7 partidas pelo clube de Cuiabá.

### Sur
Ele saiu do Brasil pela primeira vez em 2014 para o Oriente Médio, mais precisamente Omã. Em 25 de setembro de 2014, ele assinou um contrato de um ano com o clube da Liga Profissional de Omã, Sur S.C..

### Al-Seeb
Em 5 de agosto de 2015, ele assinou um contrato de um ano com o clube da Liga da Primeira Divisão de Omã, Al-Seeb.

## Títulos
Pato Branco
- Campeonato Paranaense 3ª Divisão: 2009

Oeste
- Campeonato Brasileiro Série C: 2012

Cuiabá
- Campeonato Mato-Grossense: 2014

### Artilharias
- Liga Tailandesa 2: Melhor Marcador de 2019